# Павшино (Закарпатская область)
Павшино (укр. Павшино) — село в Мукачевской городской общине Мукачевского района Закарпатской области Украины.
Население по переписи 2001 года составляло 838 человек. Почтовый индекс — 89627. Телефонный код — 3131. Занимает площадь 1,735 км². Код КОАТУУ — 2122786301.
В Павшино живут этнические немцы Павшино. Католические священники из Германии открыли в Павшино швейный цех святой Клары Ассизской по изготовлению хоругвей и одежды для священнослужителей.